# Galeus schultzi
Galeus schultzi es una especie de peces de la familia Scyliorhinidae en el orden de los Carcharhiniformes.

## Morfología
• Las hembras pueden llegar alcanzar los 30 cm de longitud total.

## Hábitat
Es un pez de mar que vive entre 329-431 m de profundidad.

## Distribución geográfica
Se encuentra en las Filipinas.